# Ernsbach (Riedbach)
Der Ernsbach ist ein Wiesenbach auf dem Gebiet der Gemeinde Obersontheim im Landkreis Schwäbisch Hall im nordöstlichen Baden-Württemberg, der nach einem etwa anderthalb Kilometer langen, ungefähr nordöstlichen Lauf westlich des Dorfes Untersontheim von rechts in den Riedbach mündet.

## Geographie

### Verlauf
Der Ernsbach entsteht etwa 300 Meter westlich des Untertage-Gipswerkes Obersontheim-Hausen auf etwa 399 m ü. NHN an der Westspitze einer Wiesentalbucht am Nordhangfuß des bewaldeten Hitzbergs (bis ca. 439 m ü. NHN). In einer natürlichen lehmreichen Rinne läuft von weiter oben eine Waldwegsteige zu diesem Punkt herab, jedoch ohne Bett und gewöhnliche Wasserführung. Von dort an läuft der Bach, von einer Baumgalerie begleitet, erst über die Talwiese nach Osten, dann dem unteren Rand des Waldes entlang, aus dem er Zufluss von einem kleinen Sumpf erfährt, und durchquert dann das nur wenige Dutzend Meter breite eingezäunte Gelände vor dem Stollenmund des Gipswerks. Dahinter wendet er sich mit nurmehr spärlichem Staudenbewuchs langsam durch eine Wiese vom Hitzbergfuß nach links ab, läuft zwischen einem großen überdachten Holzlagerplatz links und dem Obersontheimer Einzelanwesen Gipshütte auf dem unteren Hitzbergsporn unter einem Feldweg durch und fließt danach verrohrt durch den Damm der Landesstraße 1060 Hausen–Bühlertann hindurch. 

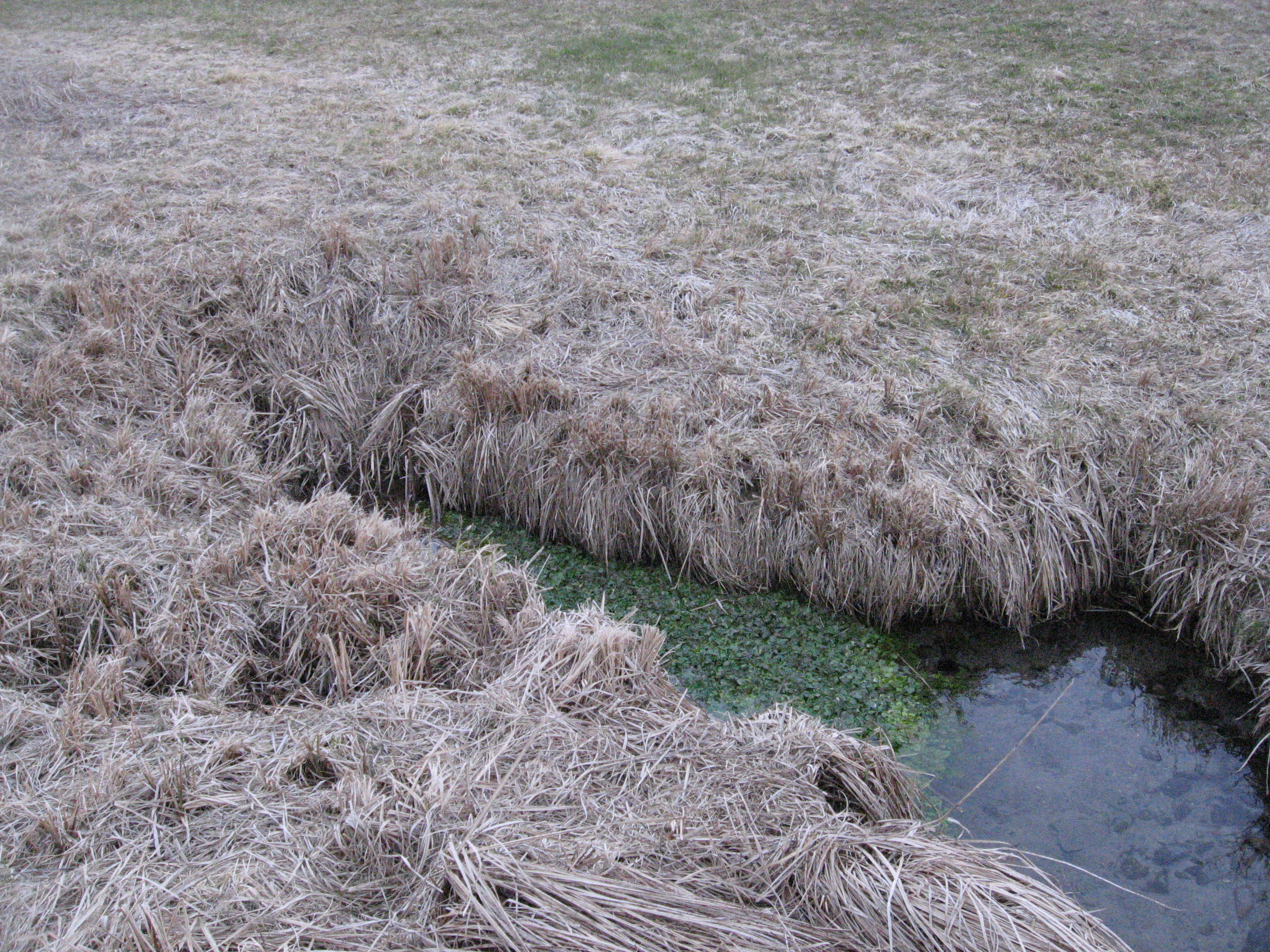
Mit Brunnenkresse bewachsener Quelltopf

Nunmehr auf staudenlosem Nordostlauf, passiert er in einigen Metern Abstand einen schmalen, weniger als zwanzig Meter langen, gehölzbestandenen Teich, der nur selten und dann spärlich aus einem Rohr gespeist wird und dessen Oberfläche oft von einem Schmutzfilm bedeckt ist. Etwas weiter abwärts setzt nach bisher fast durchweg begradigtem Lauf etwa einen Kilometer unterhalb des Ursprungs bis zur Mündung Ufergehölz ein, das den Bach nun bis zur Mündung begleitet, der nun mit vernehmbaren Plätschern in kleinen Richtungswechseln auf sandigem oder kiesigen Grund zwischen Bäumen und Sträuchern fließt. An der Brücke des bald darauf querenden Feldwegs von Hausen in Richtung westliches Obersontheim münden aus den feuchten Wiesen links ein etwa 200 Meter langer Zufluss, der in einem von Brunnenkresse bewachsenen Quelltopf beginnt, welcher aus mindestens einem Drainagerohr gespeist wird, sowie ein kleinerer Abfluss einer sehr nahen Quellmulde. Auch auf dem folgenden halben Kilometer bis zur nächsten Feldwegbrücke fließt von links aus kurzen Gerinnen Wasser zu; die Bachgalerie weitet sich hier nach dieser Seite zeitweilig zu einem kleinen lockeren Laubwäldchen. Nach dieser läuft der Ernsbach noch etwa 250 Meter mit wieder schmälerer Galerie hart am linken Hangfuß, offenbar auf jüngerer Trasse, während sich rechts die Aue stark weitet und in die des Riedbachs übergeht. Der Ernsbach mündet schließlich wenige Schritte unterhalb einer dritten querenden Feldwegbrücke nach 1,6 km Lauf von rechts und Südosten etwa 400 Meter westlich des Ortsrandes von Untersontheim in den Riedwiesen auf etwa 369 m ü. NHN in den unteren Riedbach.
Der Riedbach ist etwa 1,6 km lang und verliert auf dieser Strecke bei einem mittleren Sohlgefälle von etwa 18 ‰ ungefähr 30 Meter an Höhe.

### Einzugsgebiet
Der Ernsbach hat ein Einzugsgebiet von 1,1 km² Größe. Es erstreckt sich ungefähr 2,3 km weit von nahe dem Gipfel des Häuserbergs (449,6 m ü. NHN) nach Nordosten bis zur Mündung. Der höchste Punkt liegt an dieser Südwestspitze auf dem Häuserberg, hier grenzt kurz Einzugsgebiet des größten Zuflusses Fischach der oberen Bühler an. Die rechte Wasserscheide im Südosten verläuft über den Hitzberg bis etwas nach der Gipshütte und dann gegen den Schießbach, zuletzt gegen kleinere, völlig verdolte Wasserläufe in Obersontheim. Die nordwestliche zieht in meist deutlich tieferem Terrain gegen den Vorfluter Riedbach selbst oberhalb des Ernsbach-Zulaufes.
Die Landschaft umfasst überwiegend offene Wiesenflur. Wald steht am Hangumring der Quellbucht, die Lagen auf dem Geländepodest noch westlich darüber bis hinauf auf den Häuserberg ist meist unterm Pflug. Am Unterlauf stehen gegen die rechte Wasserscheide zu seit dem Ende des 20. Jahrhunderts erbaute Häuser Obersontheims, dessen Siedlungs- und Gewerbeflächen sich mehr und mehr westwärts ausbreiten. 
Das gesamte Einzugsgebiet liegt im Gemeindegebiet von Obersontheim. Naturräumlich liegt es im südlichen Teil der Hohenloher Ebene in der Vellberger Bucht, der Austrittsbucht der Bühler aus dem Keuperbergland.
Der Bach läuft im unteren Mittel- und im Unterkeuper. Der höchste Punkt auf der Kuppe des Häuserbergs ganz im Südwesten liegt im Schilfsandstein (Stuttgart-Formation), der dann bald in den Gipskeuper (Grabfeld-Formation) übergeht, und zwar über einen Saum von dessen Estherienschichten erst auf eine Geländeplattform noch über den Quellbuchthängen, für welche die dolomitische, erosionsresistente und deshalb stufenbildende Corbulabank ursächlich ist. Der Bach selbst entsteht dann erst im unteren Gipskeuper, er erreicht etwas nach der Landesstraße den Lettenkeuper (Erfurt-Formation), wprin die Quellen seiner kleinen Zuläufe entspringen. Selbst schon lange von einem Auensedimentband umgeben, mündet er an einer Talebenenweitung von diesem im Hochwassersediment des Riedbachs, der recht genau auf der Tiefenlinie der langreichenden Senkungszone Neckar-Jagst-Furche ostwärts läuft, welche hier morphologisch als breite Mulde ausgeprägt ist.
Die Grundgipsschichten des Hitzbergs werden oder wurden unterirdisch im Gipsbruch Obersontheim-Hausen abgebaut. Am Hitzberghang noch westlich davon sind Senkungstrichter erkennbar, die wohl teilverfüllte Gipsdolinen sind. An der Gipshütte am unteren Ostsporn des Hitzbergs wurde schon zu früheren Zeiten in handwerklichem Stile Gips abgebaut, wovon eine noch leidlich erkennbare Mulde am Hang zeugt. Im Hausener Gewann Wacholder im sich weniger weit nach Westen vorstreckenden Sporn links der Quellbucht und dessen Vorfeld steht Gips an, der vor Jahren im Zuge der Neutrassierung der Landesstraße angeschnitten wurde.

### Laufabweichungen gegenüber der amtlichen Gewässerkarte
Der auf amtlichen Gewässerkarte eingezeichnete und mit 1,1 km Länge angegebene Verlauf ist im Ober- wie im Unterlauf inkorrekt.
Dem Oberlauf fehlt der über 600 Meter lange Abschnitt aus der Wiesenbucht heraus und am Fuß des Hitzbergs entlang bis zur Nordwestwendung nahe der Gipshütte noch diesseits der L 1060. Dieser scheint in seinem westlichsten Teil vor dem Gipswerk ausweislich der Begleitgalerie natürlichen Ursprungs zu sein. Ab der Stelle, wo der Ernsbach immer noch westlich des Gipsbruchs den Waldrand erreicht, ist er augenscheinlich ein zumindest vertiefter und begradigter Graben.
Für den unteren Ernsbach ist ab der Brücke des zweiten querenden Feldwegs, der den Riedbach rechts auf der Randhöhe von der L 1060 am Hausener Wacholder bis nach Untersontheim begleitet, ein heute falscher Verlauf eingetragen. Der Bach fließt ab dort in der Natur, weiterhin von seiner Galerie begleitet, hart am Fuß der linken Böschung nordöstlich; der dort auf der Gewässerkarte gezogene, fast östliche Verlauf ist heute vielmehr zu Anfang die Trasse eines schmalen Grabens neben dem genannten ostwärts laufenden Feldweg mit zunächst meist gar keinem Durchfluss, scheint aber grob einen alten Verlauf wiederzugeben, denn ältere Karten zeigen ungefähr denselben Verlauf, mit zusätzlich etlichen Auenmäandern, von welchen aber heute nichts mehr zu erkennen ist. Die beobachtbare abrupte rechte Weitung der Talaue des Riedbachs in den Riedbachwiesen am heutigen Mündungspunkt ist wohl auch nur durch einen vordem weiter unten und unter flacherem Winkel zumündenden Ernsbach erklärbar.

### LUBW
Amtliche Online-Gewässerkarte mit passendem Ausschnitt und den hier benutzten Layern: Lauf und Einzugsgebiet des Ernsbachs

Allgemeiner Einstieg ohne Voreinstellungen und Layer: Daten- und Kartendienst der Landesanstalt für Umwelt Baden-Württemberg (LUBW) (Hinweise)
1. 1 2 3  Höhe nach dem Höhenlinienbild auf dem Hintergrundlayer Topographische Karte.
2. 1 2  Länge abgemessen auf dem Hintergrundlayer Topographische Karte.
3. 1 2  Abweichend vom Layer Gewässernetz (AWGN), der 1,1 km Länge nennt. Siehe dazu den Abschnitt – Laufabweichungen gegenüber der amtlichen Gewässerkarte.
4. ↑  Einzugsgebiet abgemessen auf dem Hintergrundlayer Topographische Karte.
5. ↑  Höhe nach grauer Beschriftung auf dem Hintergrundlayer Topographische Karte.
6. ↑  Länge nach dem Layer Gewässernetz (AWGN).

### Andere Belege
1. ↑  Wolf-Dieter Sick: Geographische Landesaufnahme: Die naturräumlichen Einheiten auf Blatt 162 Rothenburg o. d. Tauber. Bundesanstalt für Landeskunde, Bad Godesberg 1962. → Online-Karte (PDF; 4,7 MB)
2. ↑  Geologie nach der unter → Literatur genannten geologischen Karte sowie nach mündlichen Mitteilungen Ansässiger. Eine gröbere Übersicht über die anstehenden geologischen Schichten verschafft auch: Mapserver des Landesamtes für Geologie, Rohstoffe und Bergbau (LGRB) (Hinweise)